# Daniele Cesarano
Daniele Cesarano (* 1962 in Rom) ist ein italienischer Drehbuchautor und Filmregisseur.

## Leben
Cesarano arbeitete zunächst für die RAI und drehte 1989 seinen ersten Kinofilm nach eigenem Buch, den psychologischen Giallo Obligo da giocare. Danach arbeitete er als Drehbuchautor und Regieassistent. Ab 2003 war er als Autor für verschiedene, erfolgreiche Fernsehserien wie R. I. S. oder Romanzo criminale tätig.
Cesarano ist Dozent an der nuct – Scuola Internazionale Cinema e Televisione.

## Filmografie
- 1989: Obligo da giocare (auch Regie)
- 2007: R. I. S. – Die Sprache der Toten (Fernsehserie)